# Twente
Twente (niedersächsisch Tweante) ist eine Region der Niederlande rund um die Städte Almelo, Enschede und Hengelo. Sie grenzt im Osten an den niedersächsischen Landkreis Grafschaft Bentheim und das nordrhein-westfälische Münsterland (Kreis Borken) in der benachbarten Bundesrepublik Deutschland, welche allesamt dem deutsch-niederländischen Kommunalverband Euregio angehören. Der Name der Region ist vom germanischen Stamm der Tuihanten abgeleitet.
Twente ist die südöstlichste Region in der Provinz Overijssel. Die Regio Twente ist ein formeller Zusammenarbeitsverband von 14 Gemeinden, darunter sind
Almelo, Borne, Dinkelland, Enschede, Hof van Twente, Haaksbergen, Hellendoorn, Hengelo, Losser, Oldenzaal, Rijssen, Tubbergen, Twenterand und Wierden.
In Twente werden niedersächsische Dialekte gesprochen, die man als Twents zusammenfasst. Landesweit bekannt ist Twents nicht zuletzt durch den Kabarettisten und Fernsehautor Herman Finkers. Auch durch den FC Twente aus Enschede gehört Twente zu den eher bekannteren östlichen Regionen der Niederlande.

## Nach der Region benannte Institutionen
- Enschede Airport Twente
- FC Twente, Fußballverein in Enschede
- Universität Twente
- De Hel van Twente, Radklassiker
- Rijksmuseum Twenthe